# Campeonato Piauiense de Futebol de 2000
O Campeonato Piauiense de Futebol de 2000 foi o 60º campeonato de futebol do Piauí. A competição foi organizada pela Federação de Futebol do Piauí (FFP) e o campeão foi o River.

## Premiação
| Campeonato Piauiense de 2000  |
| ----------------------------- |
| RIVER Bicampeão (24.º título) |